# Nuelson Wau
Nuelson Francisco Emanuel Wau (nacido el 17 de diciembre de 1980) es un futbolista internacional de Curazao y se desempeña en el terreno de juego como defensa lateral; su actual equipo es el Cambuur Leeuwarden de la Primera división del fútbol holandés.

## Trayectoria
- CRKSV Jong Colombia  1997-1998

- Willem II  1999-2007

- Roda JC  2008-2009

- Nea Salamina Famagusta de Fútbol  2009-2010

- Cambuur Leeuwarden  2010-presente

## Vida personal
Nuelson Wau es el hermano mayor del también futbolista profesional Nyron Wau